# Activo varado
Los activos varados son "activos que han sufrido amortizaciones, devaluaciones o conversión en pasivos imprevistos o prematuros". Los activos varados pueden ser causados por una variedad de factores, incluyendo la "destrucción creativa" del crecimiento económico, la transformación y la innovación. Los activos varados plantean riesgos para los estados, las empresas y las personas y pueden implicar un riesgo sistémico para la estabilidad financiera.
El término es importante para la gestión de riesgos financieros a fin de evitar pérdidas económicas después de que un activo se haya convertido en un pasivo. Los contadores tienen medidas para hacer frente al deterioro de los activos (por ejemplo, el estándar internacional contable IAS 16) que buscan asegurar que los activos de una entidad no se lleven a más de su monto recuperable. En este contexto, los activos varados también se definen como un activo que se ha vuelto obsoleto o no rentable, pero que debe registrarse en el balance general como una pérdida de beneficios.

## Activos varados relacionados con el cambio climático
El término activos varados ha ganado una prominencia significativa en el discurso sobre el cambio climático y el ambiente, donde la atención se ha centrado en cómo diversos factores relacionados con el cuidado del ambiente (como las políticas de cambio climático) podrían bloquear los activos en diferentes sectores. El término "activos varados relacionados con el clima" se utiliza a menudo en este contexto. Según el Programa de Activos Varados de la Smith School of Enterprise and the Environment de la Universidad de Oxford, algunos de los factores de riesgo relacionados con el ambiente que podrían resultar en activos varados son:
- desafíos ambientales (por ejemplo, cambio climático, degradación del capital natural);
- cambios en la disponibilidad de recursos, incluido el agotamiento de los recursos (por ejemplo, abundancia de gas de esquisto, escasez de fosfato)
- nuevas regulaciones gubernamentales (por ejemplo, precios del carbono, regulación de la contaminación del aire, burbuja de carbono)
- disminución de los costos de las tecnologías limpias (por ejemplo, energía solar fotovoltaica, energía eólica, vehículos eléctricos)
- normas sociales en evolución (por ejemplo, las campañas públicas para la desinversión en combustibles fósiles) y cambios en los comportamientos de los consumidores (por ejemplo, esquemas de certificación)
- litigios climáticos y cambios en las interpretaciones legales (por ejemplo, deberes fiduciarios o requisitos de divulgación).

En el contexto de la producción de energía, la Agencia Internacional de Energía define los activos varados como "aquellas inversiones que se realizan pero que, en algún momento antes del final de su vida económica (como se supuso en el punto de decisión de inversión), ya no pueden generar un retorno económico, como resultado de cambios en el mercado y el entorno regulatori".
La burbuja de carbono es un ejemplo popular de cómo un factor de riesgo relacionado con el medio ambiente podría crear activos varados. 
Otro ejemplo de activos varados es el desmantelamiento de las centrales nucleares previo al final de la vida útil, decidido por el gobierno alemán y debatido en Japón después del desastre nuclear de Fukushima Daiichi, por razones de seguridad nuclear (Japón) o por presiones provenientes de la opinión pública (Alemania).
En términos financieros, no solo se reduce el tiempo de recuperación del activo, sino que la aceleración de los pasivos por desmantelamiento también aumenta su costo actual neto. Cuando las decisiones resultan de cambios en la legislación gubernamental, es posible que los pasivos que excedan las disposiciones de desmantelamiento acumulados durante la vida útil del activo deban ser asumidos por el contribuyente, en lugar del propietario u operador.
En las discusiones sobre la desregulación de la generación de energía eléctrica, el término relacionado costos varados representa las inversiones existentes en infraestructura para la empresa de servicios públicos establecida que pueden volverse redundantes en un entorno competitivo.

## Activos varados por sector

### Sector energético
Las empresas que extraen combustibles fósiles (petróleo fósil, carbón) se enfrentan a la amenaza de que, debido a su contribución al calentamiento global, los consumidores podrían cambiar a combustibles alternativos sin emisiones (es decir, hidrógeno, biocombustibles, etc.). Además, existe la amenaza de que los subsidios a los combustibles fósiles se reduzcan (parcial o completamente) en algunos países. Algunas compañías petroleras han declarado que el panorama energético cambiante, junto con el costo económico de la pandemia de COVID-19, significa que la demanda mundial de crudo no volverá a superar el promedio de 2019. BP ya está intentando pasar de ser una compañía petrolera internacional a convertirse en una compañía de energía integrada que se centrará en tecnologías bajas en carbono y, al mismo tiempo, ha establecido un objetivo para reducir su producción total de petróleo y gas en un 40% para 2030. Exxon Mobil ha estado trabajando en combustibles de algas desde al menos 2013 e informó un gran avance en la investigación conjunta sobre biocombustibles avanzados en 2017.